# Odorín
Odorín es un municipio del distrito de Spišská Nová Ves en la región de Košice, Eslovaquia, con una población estimada a final del año 2024 de 1013 habitantes.
Se encuentra ubicado al noroeste de la región, en la sierra del Alto Tatra y la cuenca hidrográfica del río Hernád, y cerca de la frontera con la región de Prešov.

## Demografía
| Año        | 1994 | 2004    | 2014    | 2024    |
| ---------- | ---- | ------- | ------- | ------- |
| Población  | 841  | 892     | 952     | 1013    |
| Diferencia |      | +6,06 % | +6,72 % | +6,40 % |

| Año        | 2023 | 2024    |
| ---------- | ---- | ------- |
| Población  | 1016 | 1013    |
| Diferencia |      | −0,29 % |